# Daniel Yergin

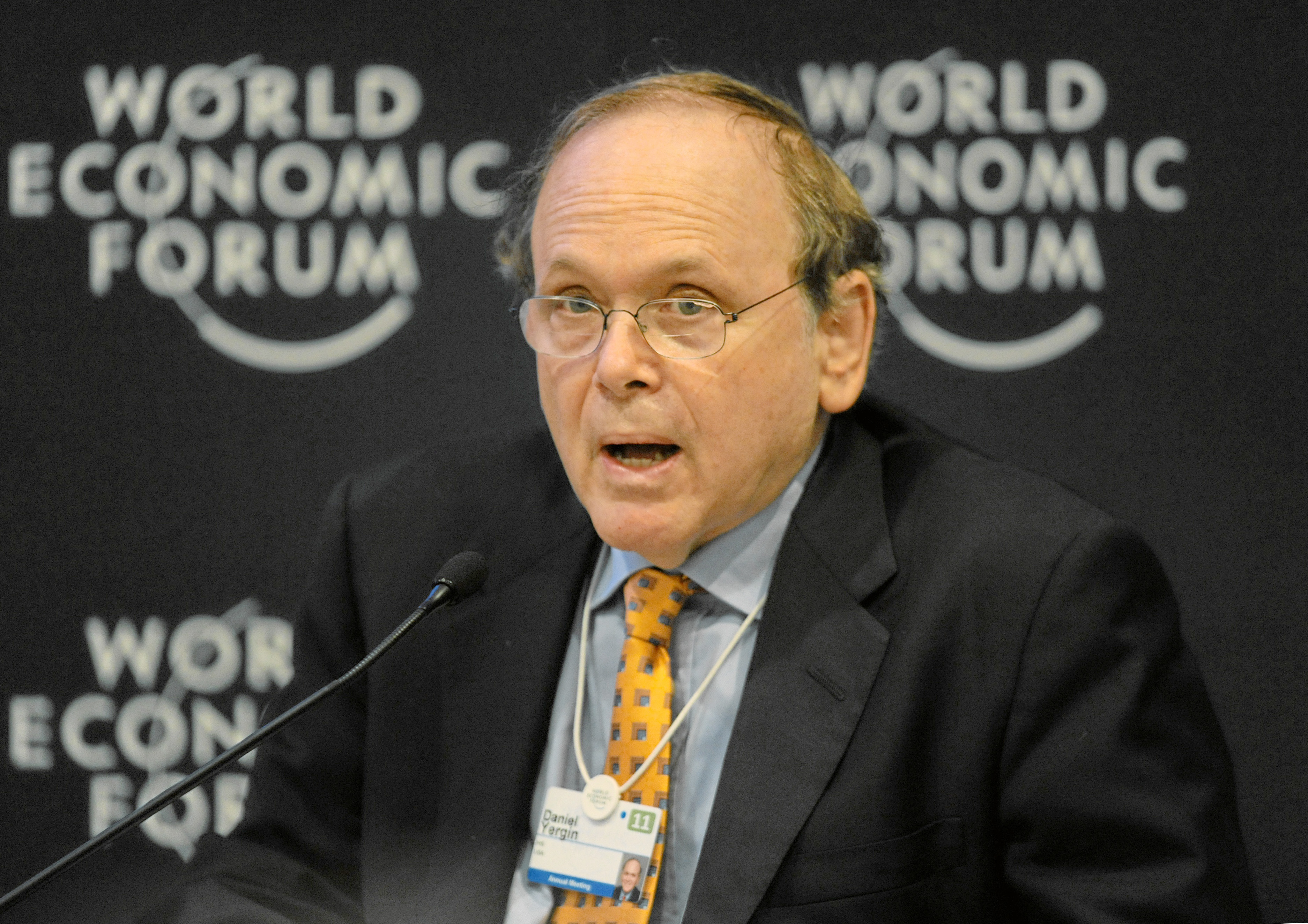
Yergin auf dem Weltwirtschaftsforum 2011.

Daniel Yergin (* 6. Februar 1947 in Los Angeles) ist ein US-amerikanischer Autor, Historiker und Wirtschaftswissenschaftler.

## Karriere
Yergins Eltern lebten nahe Hollywood, er besuchte die Beverly Hills High School. Nach dem Studium an der Yale University legte er den M.A. 1970 und mit einem Marshall-Stipendium den PhD 1974 in internationaler Geschichte ab an der Cambridge University. Der Historiker und Ökonom lehrte dort zunächst weiter Politik und Wirtschaft und war Chefredakteur der Yale Daily News. Ab 1978 lehrte er an der Harvard Business School und in den 1980er Jahren an der Harvard’s Kennedy School of Government. 1982 gründete und leitete er CERA (Cambridge Energy Research Associates). Aktuell ist er Vizechef von IHS Markit. Er gilt als Autorität auf dem Gebiet internationaler Politik und Wirtschaft, besonders Energiewirtschaft.

## Veröffentlichungen
Yergins überarbeitete Dissertation (1977) Erschütterter Frieden (dt. 1979) behandelt in postrevisionistischer Sicht den Kalten Krieg und seine Ursachen. Der Schwerpunkt liegt auf den Aktionen und der Politik der USA. Yergin teilt die politischen Entscheidungsträger und ihre Berater in zwei Lager: das „Rigaer Axiom“, das die Sowjetunion als aggressive Macht fürchtet, die an der Weltrevolution arbeitet; und das „Jalta Axiom“, eine Gruppe, die die amerikanisch-sowjetische Allianz in Kriegszeiten aufrechterhalten will. Präsident Harry S. Truman, bisher ein Innenpolitiker, der auf der Weltbühne noch unerfahren war, stützte sich in hohem Maße auf politische Entscheidungsträger und Berater wie George F. Kennan und James F. Byrnes aus der Rigaer Gruppe.
1991 veröffentlichte Yergin Der Preis – Die Jagd nach Öl, Geld und Macht (dt. Frankfurt 1991), ein international anerkanntes Standardwerk über die Geschichte des Erdöls, und erhielt dafür 1992 den Pulitzer-Preis als bestes Sachbuch. Yergin hat auch an verschiedenen US-Regierungsanhörungen zu Öl- und Energiethemen teilgenommen.
Mit The Quest: Energy, Security, and the Remaking of the Modern World schloss sich 2011 der nächste Bestseller an.
2020 folgte die letzte Publikation The New Map: Energy, Climate, and the Clash of Nations. Es geht um die Auseinandersetzung der USA mit Russland und China, die sich auch um die Verfügung über Energie abspielt, und zwar im Zeichen der Klimakrise und der aktuellen Coronakrise. Ein neuer Kalter Krieg mit China im Bündnis mit Russland kommt auf. Auch die Karte des Mittleren Ostens wird neu vermessen.

## Positionen
Yergin hielt bereits 2008 das globale Ölfördermaximum für kein akutes oder gravierendes Problem. Die damaligen hohen Ölpreise seien ihm zufolge mehr durch den Mangel an Kapazitäten der Branche als durch geologische Aspekte bedingt. Er sieht nur auf lange Sicht die Vorherrschaft von Öl als allumfassende Energiequelle aufgrund zunehmender Treibstoffeffizienz langsam schwinden.
Yergins Vorhersagen und Versicherungen über die Zukunft der Weltölversorgung wurden vielfach kritisiert. Zum Beispiel hat Jean Laherrere eingewendet, dass Yergin bei seinen Vorhersagen über die Energieerzeugung and -preise grundlegende Fakten außer Acht gelassen und somit inkorrekte Schlussfolgerungen gezogen hätte.
IHS kam 2014 in einer im Auftrage etlicher deutscher Unternehmen geführten Studie zu dem Schluss, dass die derzeitige Ausgestaltung der sogenannten Energiewende Deutschlands Wettbewerbsfähigkeit gefährde. Yergin erläuterte weitere Schlüsse unter anderem bei einem Interview in der Wochenzeitung Die Zeit, wonach es Sinn mache, in Deutschland vermehrt heimisches Erdgas durch die Schiefergastechnologie zu fördern und die Ökostrom-Rabatte für die Industrie beizubehalten. Die Energiewende basiere auf der falschen Annahme, dass weltweit die Energiepreise stiegen. Das Gegenteil sei der Fall, die Ökostrom-Umlagen führten speziell in Deutschland zu einer exportschädlichen Wettbewerbsverzerrung.

## Unternehmer
Yergin ist CEO von CERA (Cambridge Energy Research Associates), einem amerikanischen Beratungsunternehmen im Bereich Energiemarkt, Industrietrends, Geopolitik und Industriestrategie. Die Firma mit – nach eigenen Angaben – aktuell 200 Mitarbeitern wurde 1983 von Yergin und James Rosenfield gegründet und 2004 von Information Handling Services (IHS Energy) aufgekauft, firmiert aber weiterhin als CERA. Über CERA richtet Yergin alljährlich eine hochrangige Konferenz (CERA-Week) im texanischen Houston aus.

## Ehrungen
Er ist Ehrendoktor durch das Dartmouth College, die Colorado School of Mines, die University of Houston und die University of Missouri. 1992 bekam er den Pulitzer-Preis für das beste Sachbuch.

## Bücher
- Shattered Peace: The Origins of the Cold War and the National Security State. Houghton Mifflin, New York 1977. Reprints: Penguin, 1978, 1980, ISBN 0-395-27267-X; Penguin, rev. & updated, 1990, ISBN 0-14-012177-3. Deutsch: Der zerbrochene Frieden. Der Ursprung des Kalten Krieges und die Teilung Europas, 1979 ISBN 978-3-7973-0343-1
- The Dependence Dilemma (Harvard Studies in International Affairs 43): Gasoline Consumption and America’s Security. University Press of America, 1980. ISBN 0-87674-047-6. Reprint: Rowman & Littlefield, 1984, ISBN 0-8191-4056-2.
- 1989 Fuels report hearing on the oil price forecast and scenario planning (CEC contract). Cambridge Energy Research Associates, 1989.
- The U.S. Strategic Petroleum Reserve. Cambridge Energy Research Associates, 1990.
- The Prize: The Epic Quest for Oil, Money, and Power. Simon & Schuster, New York 1991. ISBN 0-671-50248-4. Reprint: Simon & Schuster, 1992, ISBN 0-671-79932-0.
- Gasoline and the American People. Cambridge Energy Research Associates, 1991.
- The Euro: Remaking Europe’s Future: The New Europe poses enormous challenges — for the welfare state, for companies, and for political leaders. Cambridge Energy Associates, 1998.
- The Quest: Energy, Security, and the Remaking of the Modern World. Penguin Press, 2011. ISBN 978-1-59420-283-4.
- The New Map: Energy, Climate, and the Clash of Nations, Penguin 2020 ISBN 978-1-59420-643-6